# Lista de datas comemorativas do Brasil
Esta é uma lista de datas comemorativas do Brasil. São apenas listadas as datas nacionais e feriados.

## Janeiro
- 01 - Ano Novo
  - Confraternização Universal
  - Dia Mundial da Paz
- 02 - Dia do Sanitarista
- 03 - Dia do Hemofílico
  - Dia da Abreugrafia
- 04 - Dia Mundial do Braile
- 05 - Dia Nacional da Tipografia
- 06 - Dia de Reis
  - Dia da Gratidão
- 07 - Dia do Leitor
  - Dia do Mensageiro
  - Dia da Liberdade de Culto
- 08 - Dia da Fotografia
  - Dia do Fotógrafo
- 09 - Dia do Fico (em 1822)
  - Dia do Astronauta
- 10 - Dia de São Gonçalo
  - Dia de Peculiar People Play
- 11 - Dia de São Teodósio
- 12 - Dia do Empresário Contábil
- 14 - Dia do Sargento[1]
  - Dia do Treinador de Futebol
- 15 - Dia do Compositor
- 16 - Dia do Cortador de Cana-de-Açúcar
- 18 - Dia da Manicure
- 19 - Dia Oficial do Cabeleireiro
  - Dia do Terapeuta Ocupacional
- 20 - Dia do Farmacêutico
  - Dia da Parteira Tradicional
  - Dia do Pinguim
- 21 - Dia do Esquilo
- 24 - Dia Mundial da Educação
- 25 - Dia do Carteiro
- 27 - Dia do Orador
- 28 - Dia do Portuário
  - Dia do Auditor Fiscal do Trabalho
- 29 - Dia Nacional da Visibilidade Trans
- 30  - Dia do Quadrinho Nacional
- 31 - Dia do Mágico
  - Dia do Engenheiro Ambiental
  - Dia Internacional da Zebra

## Fevereiro
- 01 - Dia do Publicitário
- 02 - Dia da Apresentação de Jesus no Templo
  - Dia de Nossa Senhora dos Navegantes
  - Dia do Agente Fiscal
  - Dia Mundial das Zonas Úmidas
- 04 - Dia Mundial do Câncer
- 05 - Dia do Datiloscopista
  - Dia do Dermatologista
  - Dia da Borboleta-Monarca

- 06 - Dia do Agente de Defesa Ambiental
- 07 - Dia do Gráfico
- 09 - Dia Mundial da Pizza
- 10 - Dia do Atleta Profissional
- 11 - Dia do Zelador
  - Dia Internacional das Mulheres e Meninas na Ciência
- 13 - Dia Mundial do Rádio
- 14 - Dia de São Valentim
- 16 - Dia do Repórter
- 18 - Dia de Plutão
- 19 - Dia do Esportista
- 22 - Dia do Auxiliar de Serviços Gerais
- 23 - Dia do Monte Fuji
- 24 - Promulgação da primeira Constituição da República do Brasil (1891)[2]
- 26 - Dia Mundial do Pistache
- 27 - Dia do Agente Fiscal da Receita Federal
  - Dia Internacional do Urso Polar

## Março
- 01 - Dia Mundial das Ervas Marinhas

- 04 - Carnaval (Data móvel)
- 05 - Quarta-feira de Cinzas (Data móvel)
- 07 - Dia do Fuzileiro Naval
  - Dia do Paleontólogo
- 08 - Dia Internacional da Mulher
- 09 - Dia do DJ
- 12 - Dia do Bibliotecário
- 14 - Dia dos Carecas[3]
- 15 - Dia do Consumidor
- 16 - Dia do Agente Penitenciário Federal 
  - Dia Nacional do Ouvidor
- 17 - Dia de São Patrício
- 19 - Dia do Caráter
  - Dia do Carpinteiro e do Marceneiro
  - Dia do Consertador
  - Dia Nacional do Artesão
- 20 - Início do Outono (2025)
- 21 - Dia Internacional das Florestas
- 22 - Dia Mundial da Água
- 23 - Dia do Optometrista
  - Dia Mundial da Meteorologia
- 27 - Dia Mundial do Teatro
  - Dia do Graffiti
- 28 - Dia do Diagramador
  - Dia do Revisor

## Abril
- 01 - Dia da Mentira
  - Dia da Abolição da Escravidão dos Índios - 1680
- 02 - Dia Mundial de Conscientização do Autismo
  - Dia do Propagandista
  - Dia Internacional do Livro Infantil
- 04 - Dia Nacional do Parkinsoniano
- 05 - Dia do Propagandista Farmacêutico
- 07 - Dia do Corretor
  - Dia do Jornalista
  - Dia Mundial da Saúde
  - Dia do Médico Legista
- 08 - Dia Mundial de Combate ao Câncer
  - Dia Mundial da Astronomia
  - Dia Nacional do Sistema Braile
- 10 - Dia do Engenheiro Metalurgista
- 11 - Dia do Infectologista
- 12 -  Dia do Engenheiro Naval
  - Dia do Humorista
  - Dia do Obstetra
- 13 - Domingo de Ramos (Data móvel)
  - Dia do Office Boy
- 14 - Segunda-feira Santa (Data móvel)
  - Dia do Técnico em Serviço de Saúde
  - Dia do Neurocirurgião
- 15 - Terça-feira Santa (Data móvel)
  - Dia do Desarmamento Infantil
  - Dia Internacional do Ciclista
- 16 - Quarta-feira Santa (Data móvel)
- 17 - Quinta-feira Santa (Data móvel)
- 18 - Sexta-feira Santa (Data móvel)
  - Dia Nacional do Livro Infantil
  - Dia Mundial do Radiamador
- 19 - Sábado de Aleluia (Data móvel)
  - Dia do Índio
- 20 - Páscoa (Data móvel)
  - Dia do Diplomata
- 21 - Dia de Tiradentes (Inconfidência Mineira)
  - Inauguração de Brasília (1960)
  - Dia do Funcionário Policial Civil
  - Dia do Metalúrgico
  - Dia do Têxtil
- 22 - Dia do Descobrimento do Brasil (1500)
  - Dia do Agente de Viagem
- 23 - Dia de São Jorge
  - Dia do Escoteiro
  - Dia do Serralheiro
- 24 - Dia de Libras (Língua Brasileira de Sinais)
  - Dia Mundial do Livro
- 25 - Dia do Despachante Aduaneiro
  - Dia do Profissional da Contabilidade
- 26 - Dia do Engraxate
  - Dia do Goleiro
  - Dia do Juiz Trabalhista
- 27 - Dia da Empregada Doméstica
- 28 - Dia da Educação
  - Dia da Sogra
- 29 - Dia Internacional da Dança
- 30 - Dia Nacional da Mulher
  - Dia do Ferroviário

## Maio
- 01 - Dia do Trabalhador
- 03 - Dia do Taquígrafo
- 05 - Dia Internacional da Parteira
- 04 - Dia de Star Wars[4]
- 06 - Dia Nacional da Matemática[5]
  - Dia do Cartógrafo
  - Dia do Psicanalista
- 07 - Dia Mundial do Silêncio
  - Dia do Oftalmologista
- 08 - Dia do Artista Plástico Brasileiro
  - Dia do Profissional de Marketing
- 10 - Nacional do Guia de Turismo
  - Dia da Cozinheira
- 11 - Dia das mães (Segundo domingo de maio)
- 12 - Dia do Engenheiro Militar
  - Dia Internacional da Enfermagem e do Enfermeiro
- 13 - Dia da Abolição da Escravatura
  - Dia do Chefe de Cozinha
  - Dia de Nossa Senhora de Fátima
  - Dia do Zootecnista
- 15 - Dia do Cortejo
  - Dia do Assistente Social
  - Dia do Gerente Bancário
- 16 - Dia dos cientistas
  - Dia do Gari
- 17 - Dia Internacional da Luta Contra à Homofobia.
  - Dia Internacional da Comunicação
- 18 - Dia Nacional de Combate ao Abuso e à Exploração Sexual de Crianças e Adolescentes 
  - Dia dos Vidraceiros
- 19 - Dia do Profissional de Física 
  - Dia do Defensor Público
- 20 - Dia do Comissário de Menores
  - Dia Nacional do Técnico e Auxiliar de Enfermagem
  - Dia do Pedagogo
- 22 - Dia do Apicultor
- 23 - Dia do Sol
- 24 - Dia da Indústria Gráfica 
  - Dia da Lua
  - Dia do Datilógrafo
  - Dia do Telegrafista
- 25 - Dia da Indústria e do Industrial
  - Dia da Costureira
  - Dia do Massagista
  - Dia do Trabalhador Rural
  - Dia do Orgulho Nerd[6]
- 26 - Dia do Revendedor Lotérico
- 27 - Dia do Profissional Liberal
- 28 - Dia de Ação pela Saúde da Mulher
  - Dia Mundial Contra a Mortalidade Materna
  - Dia do Ceramista
- 29 - Dia do Geógrafo e do Estatístico — Instituto Brasileiro de Geografia e Estatística (IBGE)
- 30 - Dia do Geólogo
  - Dia do Decorador
- 31 - Dia da Aeromoça e do Comissário de Voo

## Junho
- 03 - Dia Internacional do Administrador de Pessoal e da Comunidade Social
  - Dia do Profissional de Recursos Humanos
- 04 - Dia do Engenheiro Agrimensor
- 05 - Dia Mundial do meio ambiente
- 08 - Dia do Cunhado
  - Dia do Citricultor
  - Dia do Oceanógrafo
- 09 - Dia do Porteiro
  - Dia do Tenista
- 11 - Dia da Marinha Brasileira[7]
  - Dia do Educador Sanitário
- 12 - Dia dos Namorados[8]
- 12 - Dia mundial contra o Trabalho infantil
- 13 - Dia de Santo Antônio
- 14 - Dia do Solista
- 17 - Dia do Gestor Comercial
- 18 - Dia do Químico[9]
  - Dia da Imigração japonesa no Brasil[10]
- 19 - Dia do Cinema Brasileiro[11]
  - Dia Nacional do Luto[12]
  - Corpus Christi
- 20 - Dia do Advogado Trabalhista
  - Dia do Revendedor
  - Dia do Vigilante
  - Início do Inverno (2025)
- 21 - Dia do Profissional de Mídia
- 22 - Dia do Aeroviário
  - Dia do Economiário
  - Dia do Orquidófilo
- 23 - Dia Olímpico[13] e do Atleta Olímpico
  - Dia Internacional das Mulheres na Engenharia
  - Dia do Lavrador
  - Dia Nacional do Agente Marítimo
- 24 - Dia de São João
  - Dia Nacional do Policial e do Bombeiro Militares
  - Dia do Observador Aéreo
- 26 - Dia do Metrologista
- 27 - Dia Nacional do Quadrilheiro Junino
- 28 - Dia Internacional do Orgulho LGBTQIA+
- 29 - Dia de São Pedro[14][15]
  - Dia de São Paulo
  - Dia do Dublador
  - Dia do Engenheiro de Petróleo
  - Dia do Papa
  - Dia do Pescador
  - Dia do Telefonista
- 30 - Dia Nacional do Fiscal Federal Agropecuário

## Julho
- 02 - Independência da Bahia[16]
  - Dia do Bombeiro Brasileiro
- 04 - Dia do Operador de Telemarketing

- 08 - Dia Nacional do Pesquisador[17]
  - Dia do Panificado
- 10 - Dia do Engenheiro de Minas
- 12 - Dia do Engenheiro Florestal
- 13 - Dia Mundial do Rock
  - Dia do Cantor
  - Dia do Engenheiro de Saneamento
  - Dia dos Compositores e Cantores Sertanejos
- 14 - Dia do Engenheiro de Aquicultura
  - Dia do Propagandista de Laboratório
  - Dia do Administrador Hospitalar
- 15 - Dia dos Homens
  - Dia Nacional do Pecuarista
- 16 - Dia do Comerciante
- 20 - Dia do Amigo
  - Dia Pan-americano do Engenheiro
- 21 - Dia Nacional do Garimpeiro
- 22 - Dia do Cantor Lírico
- 23 - Dia do Guarda Rodoviário
- 24 - Dia Nacional do Suinocultor
- 25 - Dia do Escritor
  - Dia do Motorista
- 26 - Dia dos Avós
  - Dia Nacional do Arqueólogo
- 27 - Dia do Motociclista
  - Dia do Pediatra
- 28 - Dia do Agricultor
- 31 - Dia Mundial do Guarda-Florestal

## Agosto
- 01 - Dia do Cerealista
- 03 - Dia do Tintureiro
- 04 - Dia do Padre
  - Dia do Sacerdote
- 06 - Dia Nacional dos Profissionais da Educação
- 10 - Dia dos Pais (Segundo domingo de agosto)
- 11 - Dia do Estudante
  - Dia do Advogado
  - Dia do Garçom
  - Dia do Magistrado
- 13 - Dia Mundial do canhoto
  - Dia do Economista
- 14 - Dia do Cardiologista
- 15 - Assunção de Nossa Senhora
  - Dia do Analista de Sistemas
- 16 - Dia do Filósofo
  - Dia do Auxiliar de Almoxarifado
- 19 - Dia do Artista de Teatro
  - Dia do Historiador
- 22 - Dia do Folclore
  - Dia do Supervisor e Coordenador
- 23 - Dia do Susto
  - Dia do Aviador Naval
- 25 - Dia do Soldado
  - Dia do Feirante
  - Dia do Miojo
- 26 - Dia do Catequista
- 27 - Dia do Psicólogo
  - Dia do Corretor de Imóveis
- 28 - Dia dos Bancários
- 31 - Dia do Nutricionista

## Setembro
- 01 - Dia do Profissional de Educação Física
- 02 - Dia do Florista
  - Dia do Repórter Fotográfico
- 03 - Dia Nacional do Biólogo
  - Dia do Guarda Civil
- 05 - Dia da Amazônia
  - Dia dos Irmãos
  - Dia do Oficial de Farmácia do Brasil
- 06 - Dia do Alfaiate
- 07 - Dia da Proclamação da Independência do Brasil
  - Dia Internacional de Conscientização sobre Distrofia Muscular de Duchenne
- 08 - Dia da Natividade de Maria
- 09 - Dia do Administrador
  - Dia do Médico Veterinário
- 10 - Dia Nacional do Assessor de Imprensa
- 11 - Dia Nacional do Cerrado
  - Dia do Árbitro Esportivo
- 12 - Dia do Operador de Rastreamento
- 13 - Dia do Programador
  - Dia do Agrônomo
- 15 - Dia do Cliente
- 16 - Dia do Caminhoneiro
- 19 - Dia Nacional do Educador Social
  - Dia do Ortopedista
- 20 - Dia do Engenheiro Químico
  - Dia do Funcionário Municipal
- 21 - Dia da Árvore
  - Dia do Fazendeiro
- 22 - Início da Primavera (2025)
  - Dia do Contador
- 23 - Dia da Aurora
  - Dia Nacional dos Profissionais de Nível Técnico
  - Dia do Soldador
  - Dia do Técnico em Edificações
- 25 - Dia do Hipnólogo[18]
  - Dia Nacional da Rádio
  - Dia Internacional do Farmacêutico
- 26 - Dia Nacional dos Surdos
- 27 - Dia do Encanador
  - Dia Nacional do Turismólogo e dos Profissionais do Turismo
- 28 - Dia do Hidrógrafo
- 29 - Dia do Anunciante
- 30 - Dia da Secretaria
  - Dia Mundial do Tradutor
  - Dia Nacional do Jornaleiro

## Outubro
- 01 - Dia do Vendedor
  - Dia do Representante Comercial
  - Dia do Vereador
- 03 - Dia Mundial do Dentista
- 04 - Dia do Agente Comunitário de Saúde
  - Dia do Barman
  - Dia do Médico do Trabalho
- 05 - Dia Mundial dos Professores
- 06 - Dia do Tecnólogo
- 07 - Dia do Compositor Brasileiro
- 08 - Dia do Nordestino
- 12 - Dia das Crianças
  - Dia de Nossa Senhora Aparecida
  - Dia do Engenheiro Agrônomo
  - Dia do Corretor de Seguros
- 13 - Dia Nacional do Fisioterapeuta
  - Dia do Terapeuta Ocupacional
- 14 - Dia do Meteorologista
- 15 - Dia do Professor
  - Dia do Educador Ambiental
- 16 - Dia do Anestesiologista
  - Dia do Chefe
  - Dia do Engenheiro de Alimentos

- 17 - Dia do Eletricista
  - Dia do Profissional da Propaganda

- 18 - Dia do Médico
  - Dia do Estivador
  - Dia do Pintor
  - Dia do Securitário
- 19 - Dia do Guarda Noturno
  - Dia do Profissional de Informática
  - Dia do Profissional de Tecnologia da Informação
  - Dia do Operador de Caixa
- 20 - Dia do Arquivista
  - Dia do Maquinista
  - Dia Mundial do Controlador de Tráfego Aéreo
  - Dia do Poeta
- 22 - Dia do Enólogo
  - Dia do Paraquedista
- 23 - Dia do Aviador
- 25 - Dia do Dentista
  - Dia do Engenheiro Civil
  - Dia do Sapateiro
- 26 - Dia do Trabalhador da Construção Civil
- 27 - Dia do Engenheiro Agrícola
- 28 - Dia do Servidor Público
- 30 - Dia do Balconista
  - Dia do Comerciário
  - Dia do Ginecologista
  - Dia da Merendeira Escolar
  - Dia do Designer de Interiores
- 31 - Dia do Saci
  - Dia da Reforma Protestante
  - Dia das Bruxas (Halloween)

## Novembro
- 01 - Dia de Todos os Santos
- 02 - Dia de Finados
- 03 - Dia da Instituição do Direito de Voto da Mulher
- 04 - Dia do Inventor
- 05 - Dia do Designer Gráfico
  - Dia do Protético
  - Dia do Radioamador
  - Dia do Técnico Agrícola
  - Dia do Técnico em Eletrônica
  - Dia Nacional da Língua Portuguesa
  - Dia da Cultura e da Ciência
- 07 - Dia do Radialista
- 08 - Dia do Radiologista
  - Dia Mundial do Urbanismo
- 09 - Dia do Hoteleiro
  - Dia Internacional contra o Fascismo e o Antissemitismo[19]
- 12 - Dia do Diretor de Escola
  - Dia Nacional do Inventor
- 14 - Dia Nacional da Alfabetização
  - Dia do Vendedor Ambulante
- 15 - Dia da Proclamação da República
  - Dia do Joalheiro
- 18 - Dia do Conselheiro Tutelar
  - Dia Nacional do Notário e do Registrador
- 19 - Dia da Bandeira Nacional
  - Dia Internacional do Homem
- 20 - Dia da Consciência Negra
  - Dia do Biomédico
  - Dia do Auditor Interno
  - Dia do Técnico em Contabilidade
- 22 - Dia do Músico
- 23 - Dia do Engenheiro Eletricista
- 25 - Dia da Baiana de Acarajé
- 27 - Dia do Técnico em Segurança do Trabalho

## Dezembro
- 01 - Dia do Numismata
  - Dia Mundial de Conscientização e Combate à AIDS
- 02 - Dia Nacional das Relações Públicas
- 03 - Dia do Delegado de Polícia
- 04 - Dia do Orientador Educacional
  - Dia do Perito Criminal
  - Dia do Pedicuro
  - Dia do Trabalhador nas Minas de Carvão
- 05 - Dia do Médico de Família e Comunidade
- 07 - Dia Nacional da Silvicultura
  - Dia Internacional da Aviação Civil
- 08 - Dia da Justiça
  - Dia do Colunista Social
- 09 - Dia do Fonoaudiólogo
- 10 - Dia da Bíblia
  - Dia Universal do Palhaço
  - Dia do Sociólogo
- 11 - Dia do Engenheiro Civil
- 13 - Dia do Engenheiro Avaliador e Perito de Engenharia
  - Dia do Lapidador
  - Dia do Marinheiro
  - Dia do Ótico
  - Dia do Pedreiro
  - Dia do Engenheiro de Pesca
  - Dia do Arquiteto
  - Dia do Jardineiro
  - Dia do Engenheiro de Produção
- 18 - Dia do Museólogo
- 20 - Dia do Mecânico
- 21 - Início do Verão (2025)
- 24 - Véspera de Natal
- 25 - Natal
- 28 - Dia do Salva-vidas
  - Dia do Petroquímico
- 31 - Vespera de Ano-Novo

Observações:

Dias das profissões coletados neste site .